# 浜田貫太郎
浜田 貫太郎（はまだ かんたろう、1930年11月2日 - 2002年1月6日）は、日本の漫画家。東京都出身。血液型はA型。

## 概要
主に幼児向けの釣り漫画や動物漫画で知られ、学習研究社での活動が代表的である。かつてはかなりの投稿魔だったらしく、漫画を通信教育で学習しながら、その間さかんに出版社に漫画投稿を試み、批評を受けていたという。
2002年1月6日、肝不全のため死去。71歳没。

## 作品
- 動物のひみつ（学習研究社）
- つりのひみつ（学習研究社）
- つり入門（学習研究社）
- 海づり入門（学習研究社）
- 川づり入門（学習研究社）
- 春夏秋冬つりの本（講談社）
- まんが音楽事典（音楽之友社）他、水野良太郎、松本覚、前川かずおとで挿絵を担当した。
- 貫ちゃん釣歩き（報知新聞社）
- OTSUKA漫画ヘルシー文庫（大塚製薬）
- 九州・菊池一族の集大成（文芸社）他、横山隆一、二階堂正宏、小山賢太郎とで挿絵を担当した。